# 格拉马杜-杜斯洛雷鲁斯
格拉马杜-杜斯洛雷鲁斯是巴西南大河州的一个市镇。总面积131.395平方公里，总人口2370人，人口密度18人/平方公里。